# Твёрдая научная фантастика
«Твёрдая» нау́чная фанта́стика (англ. hard science fiction, hard SF) — категория или один из поджанров научной фантастики, к которой принято относить произведения, уделяющие внимание прежде всего вопросам науки и техники. Обычно противопоставляется гуманитарной «мягкой» научной фантастике, отводящей эти аспекты на второй план.

## Термин
Деление научной фантастики на «жёсткую» и «мягкую» не является общепринятой классификацией, не имеется и чётких критериев для включения произведений в какую-либо из этих категорий. В зависимости от точки зрения, под «жёсткой» научной фантастикой могут пониматься произведения различной направленности, соответственно, может меняться и перечень работ, относимых носителями данной точки зрения к «жёсткой» научной фантастике.
Термин hard SF введён американским писателем-фантастом и литературным критиком Петером Ш. Миллером (англ. P. Schuyler Miller) в 1957 году в его критическом отзыве на роман Дж. В. Кэмпбелла «Острова космоса» (Islands of Space), опубликованном в журнале Astounding Science Fiction.
Такая терминология происходит от принятого в английском языке деления науки на hard sciences — «твёрдые науки», то есть, по принятой в русском языке терминологии, естественные, и soft sciences — «мягкие науки», то есть гуманитарные. Соответственно, «твёрдая» научная фантастика основана на естественнонаучной базе и интересуется в первую очередь вопросами науки и техники, к примеру — содержит подробные и значительные по объёму описания научно-технических достижений, в то время как «мягкая» НФ черпает вдохновение в области гуманитарных, общественных наук, и обращает внимание в первую очередь на гуманитарные аспекты, такие, как влияние научно-технического прогресса на развитие общества, психологические и социальные проблемы, человеческие взаимоотношения, чувства и переживания персонажей, и тому подобное.
Наряду с этим, впоследствии данный термин начал использоваться и в другом смысле: «твёрдая» научная фантастика с этой точки зрения отличается тем, что повествование не нарушает известных научных законов, то есть основывается только на имеющейся на момент написания произведения естественнонаучной базе.
Оксфордский словарь научной фантастики (Brave New Words) приводит оба варианта определения.
Противоположный термин — «Мягкая научная фантастика» введён лишь в середине 1970-х годов в противопоставление к укоренившемуся термину «твёрдая научная фантастика».
«Твёрдость» научной фантастики имеет разные градации. Для определения степени этой «твёрдости» порталом tvtropes.org в шутку создана даже целая шкала Мооса.
Термин «жёсткая»/«твёрдая научная фантастика» или «естественнонаучная фантастика» проник в русский язык ещё в советский период, и впоследствии обрёл в нём собственную жизнь. Так, советский исследователь фантастики А. Ф. Бритиков использовал термин «твёрдая научная фантастика». Этот термин (наряду с вариантом «естественнонаучная фантастика») применяется и другими российскими литературоведами. В русскоязычных статьях, посвящённых классификации поджанров научной фантастики, данный поджанр зачастую именуется «научной фантастикой как таковой» или «традиционной научной фантастикой», в противоположность фэнтези, «космической опере», «альтернативной истории», «криптоистории» и аналогичным жанрам.
Мария Галина в своей статье указывает, что:

Традиционно считается, что научная фантастика (НФ) — это литература, сюжет которой разворачивается вокруг какой-то пусть фантастической, но всё-таки научной идеи. Точнее будет сказать, что в научной (hard sci-fi) фантастике изначально заданная картина мира логична и внутренне непротиворечива. Сюжет в НФ обычно строится на одном или нескольких научных допущениях и гипотезах (создание машины времени, передвижение в космосе быстрее света, гиперпространственные тоннели, телепатия и прочее).

## Видные представители
| - Жюль Верн - Герберт Уэллс - Айзек Азимов - Роберт Хайнлайн - Артур Кларк - Грег Иган - Станислав Лем - Пол Уильям Андерсон - Ларри Нивен - Вернор Виндж - Александр Казанцев | - Иван Ефремов - Александр Беляев - Энди Вейер - Хол Клемент - Крайтон, Майкл - Андре Нортон - Аластер Рейнольдс - Ким Стенли Робинсон - Карл Саган - Дэвид Брин - Лю Цысинь |

## Некоторые произведения жанра

### Фильмы
| Название                                                       | Режиссёр          | Год    | Страна              | Источник                         |
| -------------------------------------------------------------- | ----------------- | ------ | ------------------- | -------------------------------- |
| Метрополис (Metropolis)                                        | Фриц Ланг         | 1927   | Германия            | [ 14 ]                           |
| Женщина на Луне (Frau im Mond)                                 | Фриц Ланг         | 1929   | Германия            | [ 14 ]                           |
| Космический рейс                                               | Василий Журавлёв  | 1935   | СССР                | [ 15 ]                           |
| Место назначения — Луна (Destination Moon)                     | Ирвинг Пичел      | 1950   | США                 | [ 14 ]                           |
| День, когда остановилась Земля (The Day the Earth Stood Still) | Роберт Уайз       | 1951   | США                 | [ 14 ]                           |
| Нечто из иного мира (The Thing from Another World)             | Говард Хоукс      | 1951   | США                 | [ 14 ]                           |
| Дорога к звёздам                                               | Павел Клушанцев   | 1957   | СССР                | [ 16 ]                           |
| Космическая одиссея 2001 года (2001: A Space Odyssey)          | Стэнли Кубрик     | 1968   | США                 | [ 17 ] [ 15 ]                    |
| Потерянные (Marooned)                                          | Джон Стёрджес     | 1969   | США                 | [ источник не указан 1530 дней ] |
| Штамм «Андромеда» (The Andromeda Strain)                       | Роберт Уайз       | 1971   | США                 | [ источник не указан 1530 дней ] |
| Молчаливый бег (Silent Running)                                | Дуглас Трамбулл   | (1972) | США                 | [ 17 ]                           |
| Солярис                                                        | Андрей Тарковский | 1972   | СССР                | [ 17 ]                           |
| Тёмная звезда (Dark Star)                                      | Джон Карпентер    | 1974   | США                 | [ 17 ]                           |
| Космическая одиссея 2010 (2010: The Year We Make Contact)      | Питер Хайамс      | 1984   | США                 |                                  |
| Парк юрского периода (Jurassic Park)                           | Стивен Спилберг   | 1993   | США                 | [ 14 ]                           |
| Контакт (Contact)                                              | Роберт Земекис    | 1997   | США                 | [ 17 ] [ 15 ] [ 14 ]             |
| Гаттака (Gattaca)                                              | Эндрю Никкол      | 1997   | США                 | [ 14 ]                           |
| Детонатор (Primer)                                             | Шейн Кэррут       | 2004   | США                 | [ источник не указан 1530 дней ] |
| Луна 2112 (Moon)                                               | Данкан Джонс      | 2009   | США                 | [ 17 ]                           |
| Робот и Фрэнк (Robot and Frank)                                | Джейк Шрейер      | 2012   | США                 | [ источник не указан 1530 дней ] |
| Гравитация (Gravity)                                           | Альфонсо Куарон   | 2013   | США                 | [ 17 ] [ 15 ] [ 18 ]             |
| Она (Her)                                                      | Спайк Джонз       | 2013   | США                 | [ источник не указан 1530 дней ] |
| Европа (Europa Report)                                         | Себастьян Кордеро | 2013   | США                 | [ 15 ]                           |
| Интерстеллар (Interstellar)                                    | Кристофер Нолан   | 2014   | США, Великобритания | [ 17 ] [ 15 ] [ 18 ]             |
| Из машины (Ex Machina)                                         | Алекс Гарленд     | 2015   | Великобритания      | [ источник не указан 1530 дней ] |
| Марсианин (The Martian)                                        | Ридли Скотт       | 2015   | США                 | [ 15 ] [ 18 ]                    |
| Прибытие (Arrival)                                             | Дени Вильнёв      | 2016   | США                 | [ 19 ] [ 18 ]                    |
| Живое (Life)                                                   | Даниэль Эспиноса  | 2017   | США                 | [ 20 ] [ 21 ] [ 22 ]             |
| К звёздам (Ad Astra)                                           | Джеймс Грэй       | 2019   | США                 | [ 18 ]                           |

### Телесериалы
| Название                           | Создатель               | Год       | Страна | Источник                         |
| ---------------------------------- | ----------------------- | --------- | ------ | -------------------------------- |
| В поле зрения (Person of Interest) | Джонатан Нолан          | 2011-2016 | США    | [ источник не указан 1530 дней ] |
| Пространство (The Expanse)         | Марк Фергус, Хоук Остби | с 2015    | США    | [ 23 ]                           |
| Странники (Planetes)               | Макото Юкимура          | 1999-2004 | Япония | [ 15 ]                           |